# Търновац
Търновац или Търновец (на македонска литературна норма: Трновац) е село в североизточната част на Северна Македония, община Кратово.

## География
Селото отстои на около 16 km северозападно от общинския център Кратово, в близост на главния път свързващ Кратово и Куманово.

## История
В XIX век Търновац е изцяло българско село в Кратовска кааза на Османската империя. Според статистиката на Васил Кънчов („Македония. Етнография и статистика“) от 1900 г. Търновацъ има 550 жители, всички българи християни.
В началото на XX век население на селото са под върховенството на Българската екзархия. По данни на секретаря на екзархията Димитър Мишев („La Macédoine et sa Population Chrétienne“) през 1905 година в Търновец (Tirnovetz) има 600 българи екзархисти.
При избухването на Балканската война в 1912 година 28 души от Търновец са доброволци в Македоно-одринското опълчение.

## Личности
Родени в Търновац
- Арсо Димитриев, български революционер, четник на Дончо Ангелов в 1915 година[4]
- Атанас Апостолов, македоно-одрински опълченец, 23-годишен, работник, 4 рота на 3 солунска дружина[5]
- Величко Младенов Иванов (1880 – след 1943), македоно-одрински опълченец, регистриран и като жител на съседната махала Крилатица, служи в 1-ва рота на 3-а солунска дружина, носител е на орден „За храброст“ IV степен;[6] на 21 март 1943 година като жител на Търновац подава молба за българска народна пенсия; молбата е одобрена и пенсията е отпусната от Министерския съвет на Царство България[7]
- Георги (Гюрко) Апостолов, 20-годишен, работник, 1 и 3 рота на 3 солунска дружина[8]
- Любисав Иванов – Дзинго (1936 - 2020), политик и депутат в Събранието на Северна Македония, бизнесмен, собственик на комбината „Силекс“, „Силекс Банка“, „Сител Телевизия“
- Коле Пешков, български революционер, четник на Дончо Ангелов в 1915 година[4]
- Симеон Стефанов – Даскала (1870 – 1933), български учител и революционер от ВМОРО
- Цветан Кузманов (1872 – ?), български революционер